# Novo-Ogaryovo
Novo-Ogariovo  es una finca del siglo XIX cerca del pueblo de Usovo, distrito de Odintsovo, región de Moscú, ubicada a 10 kilómetros de la carretera de Circunvalación de Moscú (MKAD) a lo largo de la autopista Rublevo-Uspenskoye.
Desde el año 2000, es la residencia estatal del Presidente de la Federación de Rusia  Desde 2008 - la residencia del Presidente del Gobierno V.V Putin. El acceso al territorio para personas no autorizadas está cerrado, no se realizan excursiones. La residencia está situada en el bosque entre la autopista Rubliovo-Uspénskoye y el río Moskvá. Protegido por el Servicio Federal de Protección (FSO). Está rodeado por una valla de tres a seis metros de altura hecha de bloques de piedra con cámaras de vídeo en todo el perímetro.
Se conoce la ubicación exacta de la residencia, sin embargo, el Servicio Federal de Seguridad de Rusia limita las posibilidades de geoposicionamiento para los visitantes.

## Historia
La casa principal de la finca fue construida por orden de su propietario, el gran duque Serguéi Aleksándrovich, en el siglo XIX. La finca principesca fue construida en estilo gótico inglés, su castillo principal era similar a uno escocés y alrededor del castillo se dispuso un parque siguiendo las mejores tradiciones inglesas.
La residencia estatal en la finca surgió en la primera mitad de la década de 1950 por orden del líder del partido soviético G. M. Malenkov, quien reconstruyó la finca según el diseño de su hija arquitecta, pero no tuvo tiempo de vivir en ella (fallecido en 1988). Desde 1955, el edificio se utiliza como residencia de huéspedes para delegaciones oficiales de gobiernos extranjeros y como casa de recepción del Comité Central del PCUS.[5]
En 1990-1991, grupos de trabajo de expertos trabajaron en Novo-Ogariovo y se celebraron reuniones de los jefes de las repúblicas de la URSS para preparar un nuevo Tratado de Unión, conocido como el “ proceso Novo-Ogariovo”, destinado a reformar la URSS sobre la base de una base confederal. La firma de un nuevo acuerdo fue interrumpida por el intento de golpe de Estado en la Unión Soviética encabezado por el Comité Estatal para el Estado de Emergencia en agosto de 1991. Como resultado, la URSS como estado único en el marco del antiguo Tratado de Creación de la URSS de 1922 existió durante otros 4 meses y fue disuelta por decisión de los jefes y consejos supremos de la Federación de Rusia, Ucrania y Bielorrusia.
Desde finales de 1991, la finca y la zona vallada protegida adyacente se utilizan como residencia gubernamental.
Desde el año 2000, Vladímir Putin y miembros de su familia residen permanentemente en la residencia.
Según los datos del periódico Komsomólskaya Pravda en el artículo "El destino de las residencias" del número del 12 de agosto de 2008, la finca fue reconstruida significativamente para V. Putin. Albergaba un establo de estilo alemán, una piscina, un gimnasio, un edificio residencial, una casa para recepciones oficiales, una casa de huéspedes con sala de cine, un templo y un helipuerto. En el territorio hay invernaderos y un gallinero.
Al dejar el cargo presidencial en 2008, Putin eligió la residencia Novo-Ogariovo para su uso permanente de conformidad con la ley “Sobre garantías para el Presidente de Rusia que ha dejado de ejercer sus poderes y para los miembros de su familia”.